# Romula
Romula városa egy egykori dák település helyén jött létre, bár a római hódítást megelőzően feltehetően csak egy kisebb falusi település állt a területen. A római uralom alatt azonban jelentős várossá fejlődött, amely a „Romula” („Kis Róma”) nevet kapta. Romjai napjainkban Románia Olt megyéjében, Reșca falu közelében találhatók.

## Nevének eredete
A „Romula” kifejezés jelentése „Kis Róma”. Ez volt az egyetlen ilyen nevű település Dáciában. Hasonló elnevezést több római város is viselt a birodalom területén, például a mai Sevilla, amelynek egykori neve Colonia Iulia Romula Hispalis volt. A település Malva néven is ismert, amelyről a Colonia Malvensis közigazgatási körzet is a nevét kapta. Egy évszázados vita zárult le azzal kapcsolatban, hogy Dacia Malvensis tartományi körzete a Bánságban vagy Oltániában helyezkedett-e el: végül elfogadták, hogy Olteniában volt. Továbbra is kérdéses azonban, hogy létezett-e egy Colonia Malvensis nevű település, amelyről a körzet a nevét kapta. Felmerült az a lehetőség, hogy „Malva” nem egy különálló település neve, hanem Romula másik elnevezése. Ha ez igaz, akkor Malva nem egy önálló város volt, hanem Romulát hívták így is. Ha viszont Malva egy önálló település volt, akkor azt máshol kell keresni Olteniában. Több helyszínt is javasoltak erre a célra: egyes kutatók szerint Malva a mai Cioroiu Nou vagy Râmnicu Vâlcea, Stolniceni negyedének területén lehetett, míg mások szerint egykor létezett, de mára eltűnt települések, például Răcari vagy Celei helyén állhatott. A kérdés megválaszolatlan marad, amíg új feliratos vagy régészeti leletek nem tisztázzák a helyzetet.

## Története
Romula (a mai Reșca, Olt megye, Románia) területén a római hódítás előtti dák korszakból származó régészeti leletek csak korlátozott számban maradtak fenn. Feltételezhető, hogy ezen a helyszínen egy kisebb jelentőségű település létezett, amely a római hódítást követően eltűnt, és nem tekinthető a későbbi város közvetlen elődjének. A település a római uralom alatt jelentős fejlődésen ment keresztül: Hadrianus császár uralkodása idején municipium rangot kapott, majd valószínűleg Septimius Severus uralkodása alatt colonia rangra emelkedett. A város romjai a XIX. században még jól láthatóak voltak, azonban az idők során nagyrészt eltűntek. A fennmaradt maradványok jelentős részét D. Tudor azonosította a XX. század elején.

## Településszerkezet
A polgári település egy földből épített castrum, azaz katonai tábor területén alakult ki, amely mintegy 4 hektáros kiterjedéssel rendelkezett. A 2. század közepén ezt a területet egy téglából épült, négyszögletes kőerődítménnyel vették körül, amelynek méretei 216 × 182 métert tettek ki. Később a település túlnőtte az eredeti erődített területet, és dél felé, a Teslui-patak partja mentén, valamint északon egészen a Potopin-patakig terjeszkedett. Romula katonai jelenléte jól dokumentált, bár annak pontos részletei nem teljesen tisztázottak. A település utolsó jelentősebb városfejlesztési szakasza a gót és karp támadások időszakára tehető. 245 után földből épült védőfallal és árokkal erősítették meg a várost, majd 248-ban, Philippus Arabs császár uralkodása idején kőfalat emeltek. Az erődítési munkálatokat a VII Claudia, XXI Primigenia és XI Claudia Pia Fidelis légiók egységei végezték. A 19. század közepén az erődített területet ötszögletűnek írták le, míg 1900-ra inkább hexagonális alakúnak tekintették. Feltehetően az északkeleti fal – amely mára megsemmisült – egykor a Potopin-patak jobb partjánál húzódott, majd dél felé kanyarodott a Teslui folyóig. Innen keleti irányba haladt a folyó mentén, és északkeleten zárult le. Egy kisebb belső erődítmény is létezett a Teslui közelében, a település déli részén. A várost egy út kötötte össze Sucidavával, amely délről érkezett és a Philippus Arabs-féle erődítés kapuján keresztül vezetett be. Helyi legendák ezt az útvonalat „a hajnali úr útjának” nevezték. A várost átszelő egyik főútvonal az észak-déli irányú főút (cardo maximus) mentén haladt, és az északi kapun keresztül hagyta el a települést. Egy másik útvonal, amely Drobeta felől érkezett – helyi elnevezése szerint a „Halál útja” –, a nyugati kapun át vezetett be Romulába. A kezdetben mintegy 4 hektáros település a 3. század közepére jelentős bővülésen ment keresztül, végül 64 hektáros területet foglalt el a kiépített, szabálytalan alakú poligon formájú erődítményen belül. Az eredeti, négyszögletes védőfal területén belül számos épületet tártak fel, köztük fürdőket is.  A 19. században még megfigyelhetők voltak a Teslui folyón átívelő híd maradványai. A híd déli oldalán egy oszlopcsarnokkal rendelkező épületet fedeztek fel, amelynek korinthoszi oszlopfőkkel díszített oszlopai és három nagy terme volt; feltételezhető, hogy ez az épület a városi tanács épületének (curia) szerepét töltötte be. Egyéb feltárt infrastruktúrák közé tartozik egy ciszterna, vízvezetékek és más közművek, amelyek a város fejlett mérnöki megoldásaira utalnak. Romula jelentős kerámiaipari központként működött. A város északi részén egy külvárosi villa (villa suburbana) és egy fazekasműhely helyezkedett el, amely több mint húsz kemencével rendelkezett a kerámiatermékek égetésére. A téglák és tetőcserepek égetésére szolgáló kemencék nemcsak az északi villa suburbana területén voltak jelen, hanem a város déli részén is fellelhetők voltak, ami a helyi építőipar fejlettségére utal. A város északnyugati fala mögött egy kiterjedt temető helyezkedett el, amelyet északi és északnyugati irányban egy halomsíros temetkezési terület egészített ki. További sírcsoportokat – köztük díszes szarkofágokat – Romula déli és délkeleti határainál tártak fel.